# DirectShow Media
DirectShow Media(ダイレクトショウメディア)はGabestが開発している、実験的なマルチメディアコンテナフォーマット。DSMファイル、DSMコンテナなどと呼ばれている。
拡張子は.dsm.dsv.dsa.dss
Media Player Classicに含まれるDSMコンバーターで簡単に作成できる。